# Winkhaus (Unternehmen)
Die Aug. Winkhaus SE ist ein westfälisches Familienunternehmen, dessen Hauptsitz in Telgte liegt.
Das Unternehmen produziert Fensterbeschläge, mechanische sowie elektronische Schließanlagen, Überwachungssysteme für Fenster und Türen, Sicherheitstürverriegelungen sowie Zutrittskontroll- und Zeiterfassungssysteme.
Die Winkhaus Gruppe beschäftigte 2023 rund 2.300 Mitarbeiter und setze 326,9 Mio. Euro um. Winkhaus hält rund 600 Schutzrechte und Anmeldungen beim Deutschen Patentamt (2004).

## Geschichte

### Gründungsjahre
August Winkhaus gründete 1854 in Halver eine Eisenwarenhandlung (Kommissionsgeschäft). Im Jahr 1862 wurde das Geschäft nach Hagen verlegt, da es dort eine bessere Verkehrsanbindung gab und der Standort für ein zukünftiges Wachstum geeignet war. Zusätzlich übernahm August Winkhaus den Verkauf von Vorhängeschlössern eines Düsseldorfer Unternehmens, welches im Jahr 1866 die Produktion einstellte. In dieser Situation entschloss sich August Winkhaus, selber zu produzieren.
Im Jahr 1869 übernahm seine Frau Marie Pauline Winkhaus die Leitung zusammen mit einem familienfremden Geschäftsführer, da August Winkhaus nach kurzer Krankheit verstarb. Im Jahr 1873 trat der älteste Sohn Rudolf Winkhaus mit 19 Jahren in das Geschäft ein. Als ein Brand die Produktionsstätte für die Vorhängeschlösser zerstörte, wurde das Unternehmen 1879 nach Münster verlegt.

### Ende 19. und Beginn 20. Jahrhundert
Im Jahr 1888 nahm Rudolf Winkhaus, der vier Jahre zuvor die Geschäftsführung übernommen hatte, die Herstellung von Vorhangschlössern und anderen Artikeln auf. Um die Jahrhundertwende wurde die Produktion von Kleineisenteilen eingestellt. Die Fabrik stand am damaligen Stadtrand von Münster am Bohlweg direkt an der Bahnstrecke Münster–Rheine. Schon vor Beginn des 20. Jahrhunderts exportierte Winkhaus das Vorhangschloss nach Kleinasien, Syrien, Ägypten und in den Fernen Osten.
Ab 1903 produzierte Rudolf Winkhaus zusätzlich Berliner Bänder, später auch Düsseldorfer Bänder und spezielle Fensterbänder für Exportmärkte. Zu Beginn des 20. Jahrhunderts werden viele neue Maschinen angeschafft, die die Arbeit beschleunigen und rationalisieren.

### Zeit der Weltkriege
Im Jahr 1914 trat August Winkhaus in das Unternehmen ein. Zu diesem Zeitpunkt waren bereits 200 Menschen bei Winkhaus beschäftigt, und 70 % der Produktionserzeugnisse wurden exportiert. Während des Ersten Weltkrieges wurde die Produktion zunächst komplett eingestellt, später wurden Heeresartikel in geringem Umfang hergestellt. Nach dem Ersten Weltkrieg wurde die Produktion mit 50 Mitarbeitern wieder aufgenommen. Die Produktion war bereits nach wenigen Jahren wieder voll ausgelastet.
Im Jahr 1922 wurde das Unternehmen in eine Kommandit-Gesellschaft umgewandelt, die weiterhin von Rudolf Winkhaus als Komplementär geführt wurde. Ein Jahr später trat Erich Winkhaus als Ingenieur in das Unternehmen ein. Im Jahr 1929 beschäftigte Winkhaus etwa 300 Mitarbeiter, konnte aber aufgrund des Wachstums der Stadt Münster nicht mehr expandieren. Inzwischen lag die Fabrik innerhalb Münster. Im Jahr 1932 unterzeichnete August Winkhaus deshalb einen Pachtvertrag mit Vorkaufsrecht für das Gelände des heutigen Firmenstammsitzes der Aug. Winkhaus SE in Telgte. Bereits im Oktober des Jahres begann dort die Produktion. Im Jahr 1935 beschäftigte Winkhaus 450 Mitarbeiter an beiden Standorten.
Während des Zweiten Weltkrieges produzierte Winkhaus hauptsächlich Eisenkerne für Patronen. Die Bombardierung Münsters im Jahre 1943 überstand das Unternehmen weitgehend unbeschadet, da Unternehmensgebäude nur wenig beschädigt wurden. Wie nach dem Ersten Weltkrieg erholte sich das Unternehmen relativ schnell. Bereits 1946 waren wieder über 200 Mitarbeiter bei Winkhaus beschäftigt. Im Jahr 1950 trat Wolfgang Winkhaus als jüngster Sohn von August Winkhaus in das Unternehmen ein. Als 1951 August Winkhaus im Alter von 60 Jahren starb, benannte die Gemeinde Telgte ihm zu Ehren die Straße, an dem der Telgter Standort noch heute liegt, in August-Winkhaus-Straße um.

### Nachkriegszeit bis zur Wende
In den 1950er-Jahren wurden Vorhängeschlösser, Fahrradschlösser, Fahrradglocken und Baubeschläge hergestellt. Im Jahr 1954 stellte Winkhaus seinen ersten Dreh-Kipp-Fensterbeschlag vor. 1956 beginnt Winkhaus mit annähernd 1000 Mitarbeitern die Produktion der ersten Zylinderschlösser unter dem Markennamen TOK. Diese haben 5 Stiftzuhaltungen und einen verzinkten Stahlschließbart. Diese neue Technik fand auch bei Fahrradschlössern und Vorhängeschlössern Verwendung.
Im Jahr 1959 starb Erich Winkhaus, der als Ingenieur 36 Jahre lang die Entwicklung und Fertigung der Firma leitete. Noch im selben Jahr trat sein Sohn Hans Winkhaus in das Unternehmen ein. 1960 wurde in Herbern ein neuer Standort eröffnet. Die Firmierung des Unternehmens wurde in Aug. Winkhaus Telgte – Münster – Herbern geändert. 1964 wurde die Produktion von Bändern und Fitschen eingestellt. Im selben Jahr stellte das Unternehmen den verdeckten Dreh-Kipp-Fensterbeschlag vor, bei dem Drehen und Kippen mittels Knopf gewählt wird und das gesamte Gestänge versteckt liegt.
Im Jahr 1970 lag die Belegschaft bei etwa 1200 Mitarbeitern, und Winkhaus stellte den neuen VS-Schließzylinder vor, der mit fünf bis sieben Stiftzuhaltungen und acht Sperrstiften eine höhere Variabilität bietet. Der 'Drehkipp Eins', der Anfang der 1970er-Jahre vorgestellt wurde, ist ein Dreh-Kipp-Fensterbeschlag, der ohne Knopf mit einer Hand bedient werden kann, und zusätzlich eine rundumlaufende Verriegelung und dadurch höheren Aufbruchschutz bietet. Im Jahr 1972 wurde die Fahrradglockenproduktion eingestellt. In den 1980er-Jahren wurde die Produktion um Sicherheitsartikel zum Nachrüsten, etwa verdeckte Türspione, Alarmschlösser und Ähnliches, erweitert.
Im Jahr 1981 wurde die Winkhaus Deutschland in die Winkhaus Technik GmbH umbenannt. Im selben Jahr wurde auch das Logo geändert. Aus den drei Vorhängeschlössern wurde ein zweizeiliger Namenszug, wie er heute noch in ähnlicher Form verwendet wird. 1982 wurde die Abteilung für Zuführsysteme aus der Winkhaus Technik GmbH ausgegliedert und firmierte nun als Winkhaus Zuführ-Systeme GmbH. Das Unternehmen siedelte sich in Telgte an der Von-Siemens-Straße an. Weitere Umstrukturierungen folgten im Jahr 1985. Unter der Firmierung Winkhaus Sicherheit-Systeme GmbH stellte der Standort in Münster fortan Schließanlagen, Schließzylinder und mechanische Sicherheitsgeräte sowie Alarmtechnik her. Für die Dreh-Kipp-Beschläge und Einbohrbänder ist weiterhin die Winkhaus Technik zuständig. 

### Die 1990er Jahre bis heute
1992 wurde die Auslandsgesellschaft Winkhaus Polska gegründet. 1996 eröffnete Winkhaus seinen Produktionsstandort in Meiningen-Dreißigacker mit anfangs rund 60 Mitarbeitern.
2001 wurde die Marke Trelock durch ein Management Buy Out verkauft und firmiert mit dem alten Markennamen weiter. Das Logo setzt sich aus dem alten Winkhaus-Logo und dem neu hinzugekommenen Namenszug Trelock zusammen.
Mit Sofie Winkhaus, Tochter von Wolfgang Winkhaus, trat 2003 die fünfte Generation der Familie Winkhaus in die Geschäftsführung ein. Im Jahr 2004 feierte das Unternehmen sein 150-jähriges Jubiläum. 2007 trat Tilmann Winkhaus, Sohn von Hans Winkhaus, in das Unternehmen ein. Seitdem ist die fünfte Generation der Familiengesellschaft komplett im Unternehmen vertreten. Im selben Jahr wurde Stefan Wemhoff, seit 2001 Leiter des Werkes Münster und seit 1984 im Unternehmen, in die Geschäftsführung berufen.
Zum 1. September 2007 wurde die Holdingstruktur zurückgebaut, und die zwei Hauptzweige, Fenstertechnik und Türtechnik mit der ehemaligen Muttergesellschaft vereinigt, die fortan unter der Aug. Winkhaus GmbH & Co. KG firmiert. Im selben Jahr kündigte das Unternehmen an, in den folgenden fünf Jahren 100 Millionen Euro in den Ausbau seiner Standorte in Deutschland zu investieren.
Im Januar 2008 wurde die Winkhaus Automation am Produktionsstandort Everswinkel von der „Dr.-Ing. Gössling GmbH“ mit Sitz in Schermbeck übernommen.
2010 wurde das Werk in Meiningen um zwei neue Werkhallen und eigene Galvanikstraße erweitert.
2013 startete der Neubau des Werks Münster im Gewerbegebiet Hessenweg. Auf einem 30.000 m² großen Gelände entstand für den Bereich Zutrittsorganisation ein moderner Firmenkomplex mit rund 15.000 m² Bruttogeschossfläche. Er löste das bisherige Werk in der Münsteraner Innenstadt ab, das nicht mehr erweiterbar war. Nach rund 18-monatiger Bauzeit war der neue Standort im Juli 2014 bezugsfertig. Der inzwischen zu klein gewordene und in die Jahre gekommene Firmensitz mitten in Münster am Bohlweg wurde geschlossen.
Zum 1. Oktober 2024 wurde die Komplementärin der Kommanditgesellschaft ausgewechselt. In diesem Zusammenhang firmierte das Unternehmen unter dem Namen Aug. Winkhaus SE & Co. KG. Nach Abschluss der gesellschaftsrechtlichen Umstrukturierungen wurde die Gesellschaft zum 1. August 2025 in eine Europäische Aktiengesellschaft (SE) umgewandelt und firmiert seither unter Aug. Winkhaus SE.

## Standorte/Strukturen
Das traditionsreiche Familienunternehmen Winkhaus hat sich zu einem international agierendem Unternehmen entwickelt. Die Winkhaus Gruppe mit vier Standorten in Deutschland unterhält internationale Tochtergesellschaften und Repräsentanzen in mehreren Ländern. Gemeinsam mit seinen Partnern ist Winkhaus weltweit vertreten.
Es gibt in Deutschland vier Standorte, davon drei produzierende.

### Produktionsstandort Telgte (Fenstertechnik)
In Telgte befindet sich der größte produzierende Standort der Winkhaus Gruppe. Insgesamt arbeiten hier rund 600 Mitarbeiter. In Telgte werden die Fensterbeschläge activPilot hergestellt. Einige der Innovationen im Bereich der Fensterbeschläge, wie z. B. die Möglichkeit der vollautomatischen Fensterfertigung, wurden von Winkhaus entwickelt.

### Produktionsstandort Münster (Zutrittsorganisation)
In Münster konzipiert und baut Winkhaus hauptsächlich Schließanlagen, aber auch Zutrittskontroll- und Zeiterfassungssysteme gehören zum Produktionsprogramm. Es werden von den 270 Mitarbeitern mechanische (z. B. keyTec N-tra, X-tra, RPE, RPS oder RAP) und elektronische Schließanlagen (blueSmart oder blueCompact) hergestellt.

### Produktionsstandort Meiningen (Türverriegelung)
In Meiningen wird Sicherheitstechnik für Türen hergestellt, zum Beispiel automatische Türverriegelungen wie autoLock AV3 und blueMatic EAV3 sowie Türverriegelungen mit besonderen Einbruchsicherungen oder Panikschlösser für Fluchttüren. Nach einer Produktionsflächenvergrößerung auf 20.000 m² ist die Produktpalette ab 2010 um die Fenstertechnik erweitert worden. Der Standort Meiningen hat rund 360 Beschäftigte.

### Entwicklungsstandort Spaichingen (Soft- und Hardware)
Im Kompetenzzentrum Systemtechnik in Spaichingen werden innovative Software- und Hardwareprodukte zum intelligenten Öffnen und Schließen von Türen entwickelt.

## Trivia
Ein Vereinsmitglied von Sportsfreunde der Sperrtechnik stellte 2004 ein ernstes Sicherheitsproblem bei dem elektronischen Schloss "BlueChip" des Unternehmens fest. Dieses Schloss öffnet sich über einen Plastikschlüssel, der digital einen verschlüsselten Code an einen im Schloss eingebauten Empfänger sendet, wodurch sich das Schloss entsperrt. Der Lockpicker hatte herausgefunden, dass sich das Schloss mit einem ausreichend starkem Magneten (im konkreten Fall ein Neodym-Magnet mit 80 kg Zugkraft) auch ohne Schlüssel und Code entsperren lässt. Winkhaus stellte daraufhin die Produktion dieses Modells ein und verbaut seit 2005 nur noch BlueChip-Schlösser, die mit einem Magnet-Schutz vor dieser Art des Angriffs gesichert sind.